# 동전 던지기

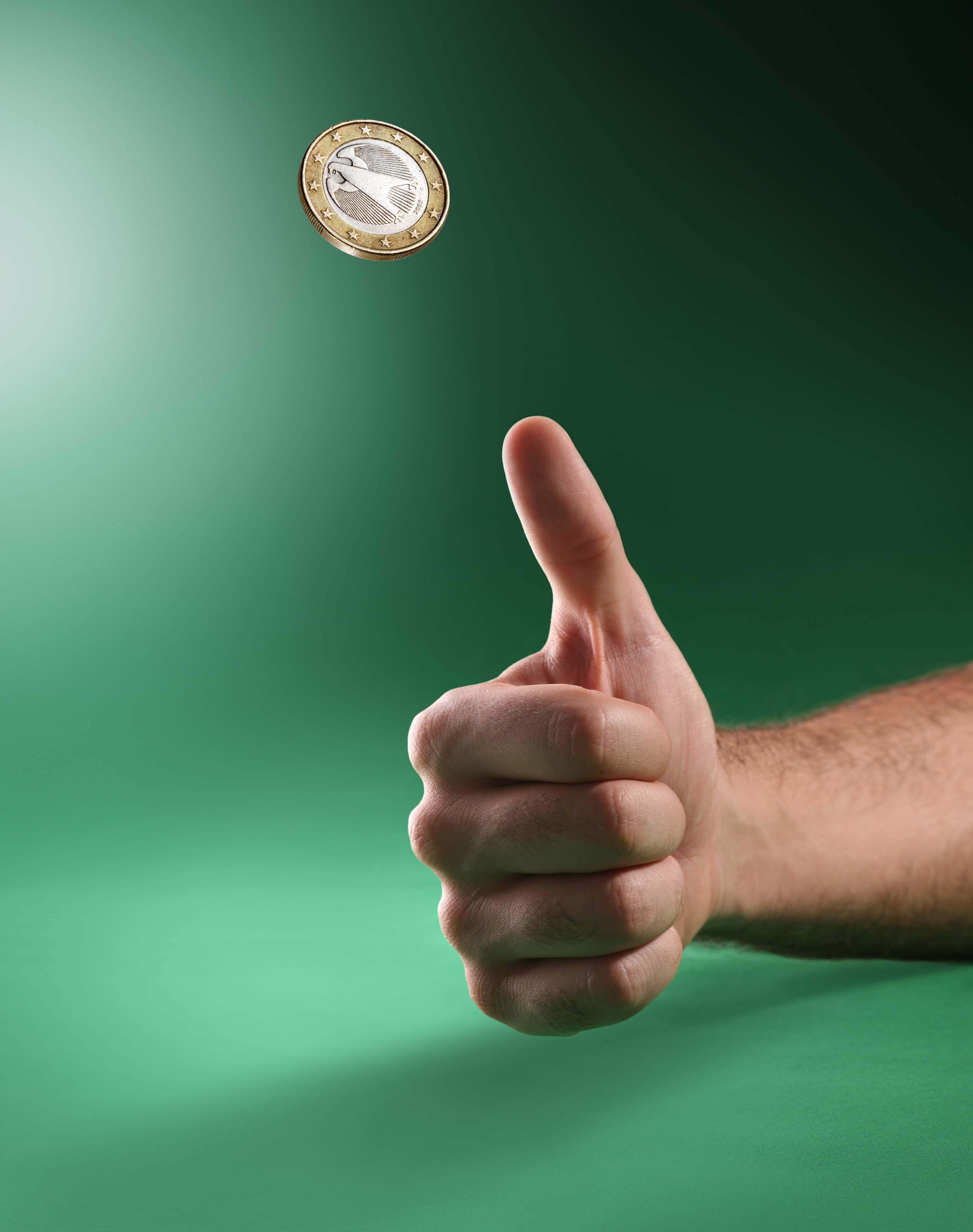
동전 던지기

동전 던지기(coin flipping) 또는 앞뒤 가리기(heads or tails)는 주화를 엄지로 튕겨 공중에서 돌게 한 뒤 표면에 떨어뜨려 어느 면이 위로 향하는지 확인하여 두 가지 대안 중에서 무작위로 선택하는 방법이다. 이는 두 가지 가능한 결과를 갖는 추첨의 한 형태이다.

## 역사

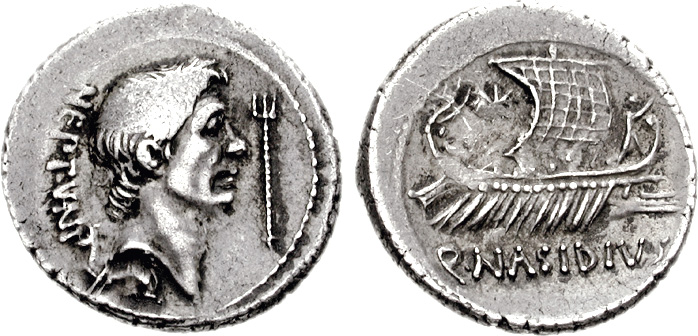
일부 로마 동전에는 폼페이우스 대제의 머리가 한 면에 있고 다른 면에는 배가 있었다.

동전 던지기는 로마인들에게는 나비아 아우트 카푸트("배 또는 머리")로 알려져 있었는데, 일부 동전에는 한 면에 선박이 있고 다른 면에는 로마 황제의 머리가 있었기 때문이다.
영국에서는 이를 크로스 앤 파일(cross and pile)이라고 불렀다.

## 과정
동전 던지기 동안, 동전은 예측할 수 없는 횟수만큼 가장자리를 따라 회전하도록 공중으로 던져진다. 동전이 공중에 있거나 던지기 전에, 관심 있는 당사자는 "앞" 또는 "뒤"를 외쳐 동전의 어느 면을 선택할지 나타낸다. 다른 당사자에게는 반대 면이 할당된다. 관례에 따라 동전을 잡거나, 잡아서 뒤집거나, 바닥에 떨어지게 할 수 있다. 동전이 멈추면 던지기가 완료되고, 올바르게 외치거나 위쪽 면이 할당된 당사자가 승자로 선언된다.
동전이 옆으로 떨어질 수도 있는데, 일반적으로 물체(예: 신발)에 부딪히거나 땅에 박혀서 그렇게 될 수 있다. 그러나 평평한 표면에서도 동전이 가장자리에 떨어질 수 있다. 계산 모델에 따르면 미국 니켈 동전이 가장자리에 떨어져 그대로 있을 확률은 약 6,000분의 1이다.
동전은 두 면이 명확하다면 어떤 종류든 상관없다. 큰 동전이 작은 동전보다 선호되는 경향이 있다. 크리켓 월드컵이나 슈퍼볼과 같은 일부 중요한 동전 던지기에서는 맞춤 제작된 의례용 메달을 사용한다.

### 3자간
다른 과정에 의한 3자간 동전 던지기도 가능하다. 이는 세 명 중 한 명 또는 두 명을 선택하기 위해 할 수 있다. 세 명 중 두 명을 선택하려면 동전 세 개를 던져서 두 개가 같고 하나가 다르면 다른 하나가 패배(제외)하여 두 명의 플레이어가 남는다. 세 명 중 한 명을 선택하려면 이전 과정을 반대로 하거나(홀수 코인아웃이 승자) 남은 두 플레이어 사이에 일반적인 2자간 동전 던지기로 결정할 수 있다. 3자간 던지기는 매번 시도할 때마다 성공할 확률이 75%이며(모든 동전이 앞면 또는 모두 뒷면인 경우, 각각 0.5의 확률로 1/8의 확률이 발생하며, 결과가 다를 때까지 던지기를 반복한다), "앞" 또는 "뒤"를 외칠 필요가 없다.
이러한 3자간 동전 던지기(세 명 중 두 명을 선택)의 잘 알려진 예는 프라이데이 나이트 라이츠에 드라마화되어 있는데 (원래는 영화이자 TV 시리즈인 책이었고), 세 명의 텍사스 고등학교 미식축구팀이 3자간 동전 던지기를 사용한다. 1988년의 특정 동전 던지기의 유산은 텍사스 스포츠에서 무승부를 가르기 위한 동전 던지기 사용을 줄이고 대신 점수 시스템을 사용하여 무승부 빈도를 줄이는 것이었다.

### 더 많은 수
앞뒤 가리기("Heads and Tails" 또는 "Heads or Tails")는 반복적인 동전 던지기를 사용하는 비공식적인 확률 게임으로, 일반적으로 사교 모임이나 어린이 행사에서 앉아 있는 사람들로 가득한 방에 적합하다. 처음에 모든 플레이어는 서 있다. 각 동전 던지기 전에, 여전히 서 있는 모든 사람들은 "앞"을 나타내기 위해 머리에 손을 올리거나 "뒤"를 나타내기 위해 허리 또는 엉덩이에 손을 올린다. 던지기 결과가 발표되면, 잘못 추측한 사람들은 앉는다. 마지막 플레이어가 남을 때까지 과정이 반복되며, 종종 마지막 몇 명의 플레이어가 발표자의 테이블로 불려 절정을 이룬다. 더 빠른 탈락 방식으로는 두 개의 동전을 사용하고 플레이어가 각 손을 따로 놓는다.

## 분쟁 해결에 사용

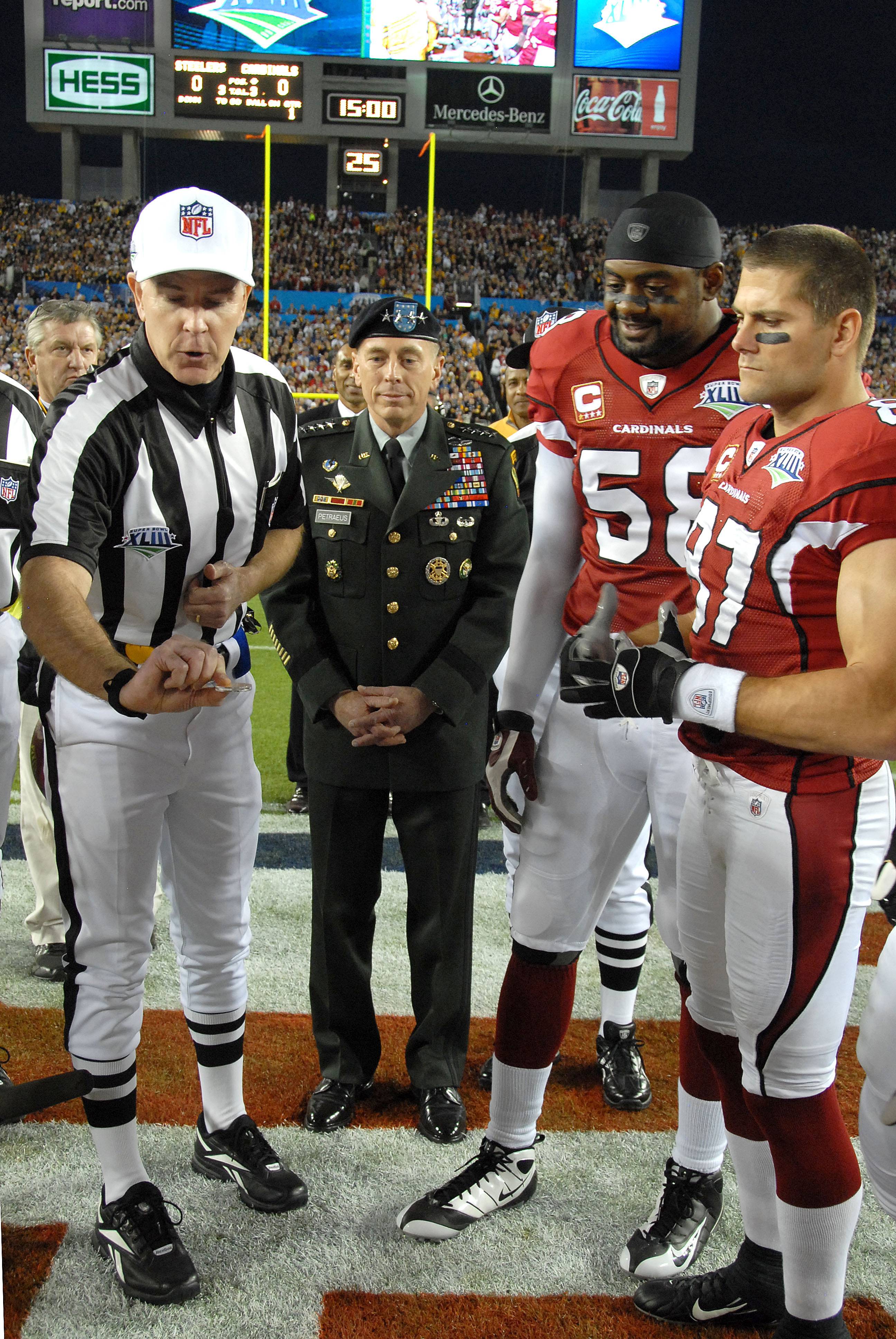
슈퍼볼 XLIII 경기 시작 시 동전 던지기

동전 던지기는 두 개 이상의 임의의 옵션 중에서 결정하거나 분쟁을 해결하는 간단하고 편향되지 않은 방법이다. 게임 이론적 분석에서 이는 관련된 양측에게 동등한 확률을 제공하며, 노력이 거의 들지 않고 분쟁이 확대되는 것을 방지한다. 스포츠 및 기타 게임에서 팀이 어느 쪽 필드에서 플레이할지 또는 어느 쪽이 먼저 공격하거나 수비할지와 같은 임의의 요소를 결정하는 데 널리 사용된다. 이러한 결정은 한쪽에 유리하거나 중립적일 수 있다. 바람 방향, 태양의 위치 및 기타 조건과 같은 요소가 결정에 영향을 줄 수 있다. 팀 스포츠에서는 일반적으로 주장이 콜을 하며, 심판이나 심판이 이러한 절차를 감독한다. 어떤 상황에서는 던지기 대신 경쟁적인 방법을 사용할 수도 있는데, 예를 들어 농구에서는 점프볼이 사용되고, 아이스하키에서는 페이스오프가 비슷한 역할을 한다.

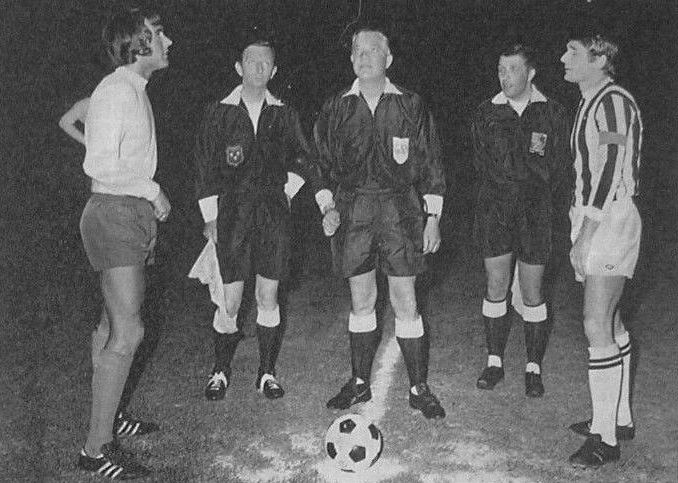
유벤투스 FC – 셰필드 웬즈데이 FC 동전 던지기

축구 경기, 미식축구 경기, 오스트레일리아 풋볼, 배구, 그리고 그러한 결정이 필요한 다른 스포츠에서 동전 던지기는 팀이 어느 쪽 끝에서 플레이할지 및 어느 팀이 먼저 공을 사용할지 또는 유사한 질문을 결정하는 데 사용된다. 미국에서는 내셔널 풋볼 리그 경기에서 특별히 주조된 동전이 던져진다. 이 동전은 프로 풋볼 명예의 전당으로 보내지고, 동시에 주조된 특별 시리즈의 다른 동전들은 수집가에게 판매된다. 단명했던 미식축구 리그인 원래의 XFL은 각 팀에서 한 명의 선수가 느슨한 공을 회수하려고 시도하는 페이스오프 스타일의 "개시 스크램블"을 구현하여 동전 던지기를 피하려고 시도했다. 그러나 이러한 이벤트에서 높은 부상률 때문에 어떤 미식축구 리그에서도 주류 인기를 얻지 못했으며 (수정된 버전은 X-League Indoor Football에 채택되었으며, 각 선수가 자신의 공을 쫓는 방식이었다), 동전 던지기는 미식축구에서 선호되는 방법으로 남아 있다. (2020년에 출범한 부활된 XFL은 동전 던지기를 완전히 제거하고 팀의 홈 어드밴티지의 일부로 결정을 내릴 수 있도록 허용했다.)
축구 경기에서 동전 던지기에서 이긴 팀은 전반전에 공격할 골대를 선택한다. 상대 팀은 전반전에 킥오프한다. 후반전에는 팀이 엔드를 바꾸고, 동전 던지기에서 이긴 팀이 킥오프한다. 동전 던지기는 또한 승부차기에서 어느 팀이 먼저 슛할지 결정하는 데 사용된다. 1970년대 초반 승부차기 도입 이전에는 재경기가 불가능한 무승부 경기의 결과를 결정하기 위해 동전 던지기가 가끔 필요했다. 가장 유명한 사례는 UEFA 유로 1968 준결승전인 이탈리아와 소련 간의 경기였는데, 연장전까지 0-0으로 끝났다. 이탈리아가 이겼고, 유럽 챔피언이 되었다.

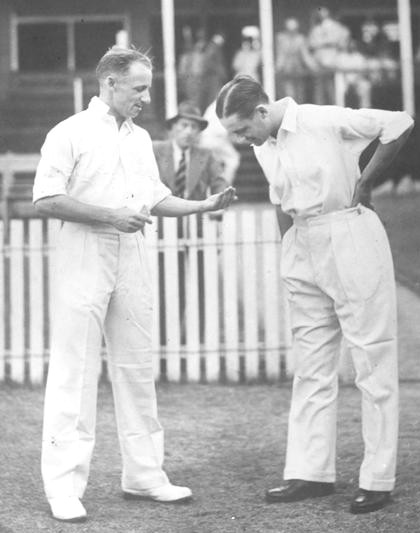
크리켓과 같이 동전 던지기가 많은 스포츠에서 흔하게 사용된다. 이 사진은 도널드 브래드먼과 거비 앨런이 이닝을 위해 토스를 하는 모습이다.

크리켓에서 토스는 경기의 결과에 영향을 미칠 수 있으므로 먼저 타격할지 볼링할지 결정하는 것이 중요하다. 크리켓에서의 동전 던지기는 다른 게임보다 중요하며, 여러 상황에서 팀의 승패에 영향을 미칠 수 있다. 피치 상태, 날씨, 시간대와 같은 요소는 토스에서 이긴 팀의 주장이 고려한다. 현재는 국내 스포츠 팀들이 동전 던지기를 위해 온라인으로 동전을 던지는 '플립 어 코인 온라인'(flip a coin online)과 같은 웹사이트가 있다.
마찬가지로 테니스에서는 프로 경기에서 누가 먼저 서브할지 결정하기 위해 동전 던지기가 사용된다. 토스에서 이긴 플레이어는 먼저 서브할지 리턴할지 결정하고, 토스에서 진 플레이어는 각 플레이어가 먼저 코트의 어느 끝에서 플레이할지 결정한다.
결투에서는 때때로 동전 던지기를 사용하여 어느 전투원이 등에 태양을 둘지 결정했다.
일부 다른 스포츠에서는 토스의 결과가 덜 중요하며, 두 개 이상의 거의 동등한 옵션 중에서 공정하게 선택하는 방법일 뿐이다.
내셔널 풋볼 리그는 또한 플레이오프 진출과 시드를 위한 팀 간의 타이브레이킹을 위해 동전 던지기를 하지만, 규칙은 경쟁적인 것이 아니라 무작위적인 동전 던지기의 필요성을 매우 낮게 만든다. NFL 드래프트의 시드를 위한 타이를 가르는 데 유사한 절차가 사용된다. 드래프트를 위한 타이브레이킹 절차는 플레이오프 시드를 위한 절차보다 훨씬 덜 복잡하기 때문에 이러한 동전 던지기가 더 흔하다.
메이저 리그 베이스볼은 정규 시즌의 마지막 달에 잠재적인 1경기 플레이오프 경기에서 홈팀을 결정하기 위한 일련의 동전 던지기를 우발적으로 실시했다. 대부분의 경우 이러한 상황은 발생하지 않았다. 2009 시즌부터 홈 필드 어드밴티지를 결정하는 방법이 변경되었다.
국제 펜싱 연맹 규정은 서든 데스 추가 시간이 끝난 후 동점으로 남은 펜싱 경기의 승자를 결정하기 위해 동전 던지기를 사용한다. 그러나 대부분의 국제 경기에서는 현재 채점 장치에 의해 전자적으로 이루어진다.
미국에서는 새 주가 연방에 편입될 때 동전 던지기로 상원의원의 분류를 결정한다(즉, 새 주 상원의원들의 임기가 만료되는 선거 주기). 또한 여러 주에서는 선거가 무승부로 끝날 경우 "제비뽑기"를 규정하고 있으며, 이는 보통 동전 던지기 또는 모자에서 이름 뽑기로 해결된다. 2017년 버지니아 하원 제94지구 선거에서는 공화당 현직 의원 데이비드 얀시와 민주당 도전자인 셸리 시몬즈가 각각 11,608표로 동점을 기록했다. 주법에 따라 선거는 그릇에서 이름을 뽑는 방식으로 결정되어야 했지만, 동전 던지기도 허용 가능한 옵션이었다. 선거위원회 의장이 얀시의 이름이 적힌 필름 통을 뽑았고, 그는 승자로 선언되었다. 또한 추첨 결과는 전체 하원의 통제권을 결정했는데, 공화당이 다른 99석 중 50석을, 민주당이 49석을 차지했기 때문이다. 얀시의 승리는 공화당 우위를 51-49로 확장한 반면, 시몬즈의 승리는 50-50 무승부를 초래했을 것이다. 전체 하원에서 무승부를 가르는 규정이 없었기 때문에 이는 양당 간의 권력 분담 합의를 강제했을 것이다.
과학자들은 때때로 학술 논문의 저자 목록에 나타나는 순서를 결정하기 위해 동전 던지기를 사용한다.
스포츠에서의 실용적인 적용 외에도, 동전 던지기는 기회 균등의 민주적 원칙을 상징한다. 두 당사자가 교착 상태에 놓일 때, 동전 던지기 행위는 공정성에 대한 약속과 결과가 아무리 임의적으로 보이더라도 받아들이려는 의지를 나타낸다. 우연을 최종 결정자로 공동으로 받아들이는 것은 스포츠를 넘어 비즈니스 협상이나 대인 관계 갈등을 포함한 삶의 다양한 측면에서 협력과 갈등 해결을 촉진할 수 있다.

## 게임
동전이 떨어졌을 때 위로 향하는 면을 외친 당사자가 승리한다.
이중 상태 던지기에서 승리하기 위한 선행 필요성은 명백히 무작위적인 이벤트에서 승리 가능성을 높이거나 보장하기 위한 속임수 방법을 개발하는 동기가 되었다.

## 정치

### 오스트레일리아
2006년 12월, 세븐과 텐이라는 오스트레일리아의 TV 네트워크는 2007년 AFL 시즌의 중계를 공유했는데, 그랜드 파이널을 누가 중계할지를 동전 던지기로 결정했다. 네트워크 텐이 이겼다.

### 캐나다
일부 관할 구역에서는 선거에서 동표를 얻은 두 후보자 또는 프로젝트에 대해 동등한 가격을 입찰한 두 회사 중에서 결정하기 위해 동전이 던져진다. 예를 들어, 2003년 토론토 시의 1,605km 도로에 선을 그리는 입찰은 동전 던지기로 결정되었다. 입찰가는 161,110.00 달러(km당 100.3800623 달러), 146,584.65 달러(정확히 km당 91.33 달러), 그리고 111,242.55 달러(정확히 km당 69.31 달러)의 두 개의 동일한 입찰가였다.

### 필리핀
"추첨"은 선거에서 승자를 결정하기 위한 타이브레이크 방법 중 하나이며, 동전 던지기는 허용 가능한 변형으로 간주된다. 각 후보자는 동전을 던질 기회를 다섯 번씩 받으며, "앞"이 가장 많은 후보자가 승리한다. 2013년 오리엔탈 민도로 산 테오도로 시장 선거는 동전 던지기로 결정되었으며, 두 후보가 1차 라운드에서 동점을 기록한 후 2차 라운드에서 승자가 선언되었다.

### 영국
영국에서는 지방 또는 전국 선거에서 후보자들이 정확히 같은 수의 표를 얻어 무승부로 끝난 경우, 제비뽑기, 동전 던지기, 또는 카드 팩에서 높은 카드를 뽑는 방식으로 승자를 결정할 수 있다.

### 미국
미국에서는 새로운 주가 연방에 가입할 때 동전 던지기로 상원의원의 분류를 결정한다(즉, 새 주의 각 상원의원의 임기가 만료되는 선거 주기). 또한 여러 주는 선거가 무승부로 끝날 경우 "제비뽑기"를 규정하고 있으며, 이는 보통 동전 던지기 또는 모자에서 이름 뽑기로 해결된다. 2017년 버지니아 하원 제94지구 선거에서는 공화당 현직 의원 데이비드 얀시와 민주당 도전자인 셸리 시몬즈가 각각 11,608표로 동점을 기록했다. 주법에 따라 선거는 그릇에서 이름을 뽑는 방식으로 결정되어야 했지만, 동전 던지기도 허용 가능한 옵션이었다. 선거위원회 의장이 얀시의 이름이 적힌 필름 통을 뽑았고, 그는 승자로 선언되었다. 또한 추첨 결과는 전체 하원의 통제권을 결정했는데, 공화당이 다른 99석 중 50석을, 민주당이 49석을 차지했기 때문이다. 얀시의 승리는 공화당 우위를 51-49로 확장한 반면, 시몬즈의 승리는 50-50 무승부를 초래했을 것이다. 전체 하원에서 무승부를 가르는 규정이 없었기 때문에 이는 양당 간의 권력 분담 합의를 강제했을 것이다.

## 물리학
동전 던지기의 결과는 수학자이자 전 마술사인 페르시 디아코니스와 그의 동료들에 의해 연구되었다. 그들은 모든 던지기에 대해 동일한 초기 조건을 부여하는 기계식 동전 던지기 기계는 매우 예측 가능한 결과를 갖는다는 것을 보여주었다—위상 공간은 상당히 규칙적이다. 또한 실제 던지기에서 사람들은 약간의 편향을 보인다—"동전 던지기는 소수점 두 자리까지는 공정하지만 세 자리까지는 아니다. 즉, 일반적인 던지기는 0.495 또는 0.503과 같은 편향을 보인다."
동전 던지기를 연구할 때, 동전 던지기의 회전 속도를 관찰하기 위해 디아코니스는 먼저 스트로보스코프와 한 면은 검은색, 다른 면은 흰색으로 칠한 동전을 사용하여 스트로브 플래시 속도가 동전의 회전 속도와 같을 때 항상 같은 면을 보여주는 것처럼 보이게 했다. 이것은 사용하기 어려웠고, 회전 속도는 동전에 치실을 붙여 동전 주위에 감기도록 하는 방식으로 더 정확하게 계산되었다—던진 후 치실을 풀어서 회전수를 셀 수 있었고, 그런 다음 공중 시간 동안의 회전으로 회전 속도를 계산할 수 있었다.
더욱이, 동전 던지기의 물리적 이론적 분석은 잡힌 동전이 던져진 것과 같은 면으로 잡힐 확률이 약 0.51로 약간의 편향을 예측하지만 2009년 버클리에서 40,000번의 던지기로 이를 실험적으로 검증하려는 시도는 모호한 결과를 낳았다. 2023년 암스테르담 대학교의 훨씬 더 큰 연구(2024년 이그 노벨상 수상)는 350,757번의 던지기를 수행하여 평균적으로 같은 면 편향이 50.8%임을 발견했지만, 이는 사람마다 달랐다.
실제 동전의 양면에 새겨진 이미지는 돌출된 금속으로 만들어져 있으므로, 동전이 착지 시 한쪽 모서리로 굴러가도록 허용될 경우 던지기가 한 면에 약간 더 유리할 가능성이 있다. 동전 굴리기는 뒤집기보다 훨씬 더 편향될 가능성이 높다.
무대 마술사와 도박꾼은 연습을 통해 같은 면이 위로 올 확률을 크게 높일 수 있으며, 여전히 일반적인 던지기와 시각적으로 구별할 수 없는 던지기를 할 수 있다. 마술사는 동전의 가장자리를 다듬어 표면에서 굴릴 때 특정 면에 떨어지도록 한다.

## 반직관적인 속성

길이가 3과 4인 페니 게임의 최적 반응 그래프—각 시퀀스는 주어진 확률(이탤릭체) 또는 확률(일반 텍스트)로 그것을 가리키는 시퀀스에 지배된다.

조건부 확률에 대한 인간의 직관은 종종 매우 부족하며, 몇 가지 놀라운 관찰을 불러일으킬 수 있다. 예를 들어, 동전 던지기의 연속을 "H"와 "T"의 문자열로 기록한다면, 어떤 던지기 시도에서도 TTH는 THT보다 먼저 나올 확률이 두 배 높다. "THH가 HHT보다 먼저 나올 확률"은 "THH가 HHT보다 뒤에 나올 확률"보다 세 배 높다. 페니 게임도 참조하라.

## 수학
동전 던지기 통계의 수학적 추상화는 베르누이 과정을 통해 설명된다. 한 번의 동전 던지기는 베르누이 시행이다. 통계학 연구에서 동전 던지기는 통계학의 복잡성에 대한 입문적인 예시 역할을 한다. 흔하게 다루어지는 교과서 주제는 공정한 동전인지 확인하기이다.

### 전기 통신
양측 모두 동전을 볼 수 없다면(예: 전화 통화 중), 진정한 동전 던지기를 사용하여 분쟁을 해결할 수 있는 신뢰할 수 있는 방법은 없다. 동전을 던지는 당사자는 던지기 결과에 대해 쉽게 거짓말을 할 수 있다. 전기 통신 및 암호학에서는 다음 알고리즘을 사용할 수 있다.
1. 앨리스와 밥은 각자 개인적으로 무작위 단어를 선택한다. 예를 들어, bubblejet과 knockback이다.
2. 앨리스는 개인적으로 동전 던지기에서 "뒷면"을 부르기로 결정한다.
3. 밥은 앨리스에게 자신이 선택한 단어 knockback을 보낸다.
4. 앨리스는 두 선택된 단어와 콜을 포함하는 문자열(예: bubblejet knockback tails)의 암호화 해시를 계산하고, 그 해시(예: 3fe97d8e6456a1dce4508d00251345e3)를 밥에게 보낸다.
5. 밥은 물리적인 동전 던지기를 수행하고, 앞면 또는 뒷면의 결과를 앨리스에게 알린다.
6. 앨리스는 자신이 해시한 문자열이 bubblejet knockback tails이며, 여기에는 그들의 두 단어와 tails 호출이 포함되어 있음을 밝힌다.
7. 밥은 3fe97d8e6456a1dce4508d00251345e3이 bubblejet knockback tails의 해시임을 스스로 확인한다.
8. 이제 양측은 앨리스의 "뒷면" 호출이 밥의 동전과 일치했는지 확인할 수 있다.

밥은 자신의 무작위 단어를 제공함으로써 앨리스가 두 개의 다른 무작위 단어에 대해 "꼬리/무작위 문자열" 또는 "머리/무작위 문자열"의 이미지 쌍을 미리 계산할 수 없음을 보장한다. 또한 밥은 동전을 던지기 전에 앨리스의 선택된 결과를 확인하고 그 결과에 대해 효과적으로 거짓말을 하기 위해 앨리스의 해시를 되돌릴 수 없다. 왜냐하면 그 과정에서 밥은 앨리스의 무작위 단어를 모르기 때문이다.

## 복권
뉴질랜드 복권 (도박) 게임인 빅 웨드니스데이는 동전 던지기를 사용한다. 플레이어가 여섯 개의 숫자 모두를 맞추면, 동전 던지기가 현금 잭팟(최소 NZ$25,000)을 받을지, 아니면 고급 경품이 포함된 더 큰 잭팟(최소 NZ$200만 현금 + 고급 경품 가치)을 받을지 결정한다. 동전 던지기는 또한 세컨드 찬스 당첨자의 상금을 결정하는 데도 사용된다.

## 감정 명확화
지그문트 프로이트가 어려운 결정을 내리는 데 도움이 되도록 고안한 기법은 실제로 결정을 내리기 위한 것이 아니라 결정하는 사람의 감정을 명확히 하기 위해 동전을 던지는 것이다. 그는 이렇게 설명했다. "나는 동전이 말하는 것을 맹목적으로 따르라고 말하지 않았다. 내가 당신에게 원하는 것은 동전이 가리키는 것을 주목하는 것이다. 그리고 나서 당신 자신의 반응을 살펴보라. 자신에게 물어보라. 만족스러운가? 실망스러운가? 그것이 당신이 정말로 그 문제에 대해 깊은 속으로 어떻게 느끼는지 인식하는 데 도움이 될 것이다. 그것을 바탕으로 당신은 결정을 내리고 올바른 결정을 내릴 준비가 될 것이다."
덴마크 시인 피트 하인의 1966년 저서 그룩(Grook)에는 비슷한 주제의 시 "심리적 조언"이 실려 있다.
결정해야 할 때마다,

그리고 아무것도 없어 방해받을 때,

딜레마를 해결하는 가장 좋은 방법은, 당신이 알게 될 것이다,

단순히 동전을 돌리는 것이다.

아니다—수동적으로 서서 시무룩해 있는 동안

우연이 일을 결정하게 하려는 것이 아니다.

하지만 동전이 공중에 떠 있는 순간,

당신은 갑자기 당신이 무엇을 바라고 있는지 알게 된다.

## 같이 보기
- 베르누이 과정
- 이진 복권
- 공정한 동전인지 확인하기
- 안톤 쉬거
- 제비뽑기
- 공정한 동전
- 플립주의
- 도박사의 오류
- 페니 게임
- 가위바위보
- 토스 (크리켓)
- 투페이스
- 투업

### 일반 참고문헌
- Ford, Joseph (1983). 《How random is a coin toss?》. 《피직스 투데이》 36. 40–47쪽. Bibcode:1983PhT....36d..40F. doi:10.1063/1.2915570.
- Keller, Joseph B. (1986). 《The probability of heads》. 《American Mathematical Monthly》 93 (Mathematical Association of America). 191–197쪽. doi:10.2307/2323340. JSTOR 2323340.
- Vulovic, Vladimir Z.; Prange, Richard E. (1986). 《Randomness of a true coin toss》. 《Physical Review A》 33. 576–582쪽. Bibcode:1986PhRvA..33..576V. doi:10.1103/PhysRevA.33.576. PMID 9896645.